# Ейрол
Е́йрол (порт. Eirol; МФА: [ɐj.ˈɾɔɫ]) — колишня парафія в Португалії, в муніципалітеті Авейру. Перебувала у складі округу Авейру.  Входила до регіону Центр. За старим адміністративним поділом, що був чинним до 1976 року, територія парафії належала провінції Берегова Бейра.  Ліквідована 28 січня 2013 року. Увійшла до складу парафії Ейшу і Ейрол. Площа парафії — 4,40 км², населення — 753 ос. (2011), густота населення — 171,14 осіб/км²
. Патрон — свята Євлалія. Поштовий індекс — 3800. Код  — 010503.

## Географія

Авейру (2013)
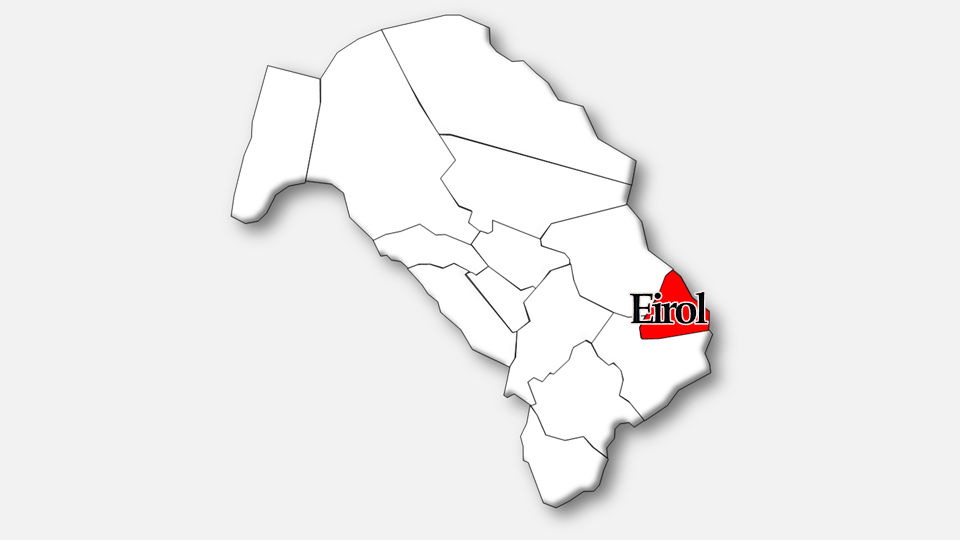
Ейрол

## Населення
| Кількість мешканців | Кількість мешканців | Кількість мешканців | Кількість мешканців | Кількість мешканців | Кількість мешканців | Кількість мешканців | Кількість мешканців | Кількість мешканців | Кількість мешканців | Кількість мешканців | Кількість мешканців | Кількість мешканців | Кількість мешканців | Кількість мешканців |
| ------------------- | ------------------- | ------------------- | ------------------- | ------------------- | ------------------- | ------------------- | ------------------- | ------------------- | ------------------- | ------------------- | ------------------- | ------------------- | ------------------- | ------------------- |
| 1864                | 1878                | 1890                | 1900                | 1911                | 1920                | 1930                | 1940                | 1950                | 1960                | 1970                | 1981                | 1991                | 2001                | 2011                |
| 431                 | 448                 | 417                 | 428                 | 512                 | 548                 | 542                 | 562                 | 632                 | 614                 | 622                 | 653                 | 635                 | 781                 | 753                 |